# Point Hope (Alasca)

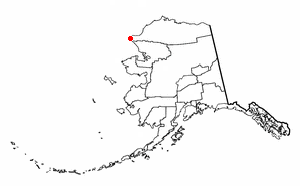
Localização do cabo Point Hope

Point Hope é um cabo no estado do Alasca, Estados Unidos. Localiza-se na ponta ocidental da península de Lisburne, na margem do mar de Chukchi, 40 milhas a sudoeste do cabo Lisburne. 
O nome Inuit para o cabo é Tikarakh ou Tikiqaq normalmente dito "Tiagara," que significa "dedo indicador".
Os primeiros europeus a terem avistado este cabo terão sido os exploradores russos Mikhail Vasiliev e Gleb Shishmaryov da Marinha Imperial Russa nos navios Otkrietie e Blagonamierennie. Vasiliev e Shishmaryov designaram o cabo Mys Golovnina, como homenagem ao vice-almirante Vasily Golovnin (1776–1831).
O cabo foi depois redesignado pelo Capitão Frederick William Beechey da Royal Navy, que escreveu em 2 de agosto de 1826: "Designo-o Point Hope em homenagem a Sir William Johnstone Hope".